# Alstroemeria umbellata
Alstroemeria umbellata là một loài thực vật có hoa trong họ Alstroemeriaceae. Loài này được Meyen miêu tả khoa học đầu tiên năm 1834.